# بيديمونتي إتنيو
بيديمونتي إتنيو (بالإيطالية: Piedimonte Etneo)‏ هي بلدة تقع في مقاطعة كاتانيا في صقلية في إيطاليا .

## السكان
في سنة 1861 بلغ عدد السكان 4٬982 نسمة، وتطور العدد ليصل في سنة 2011 لـ 4٬079 نسمة.
يظهر هذا المخطط البياني تطور النمو السكاني لـ بيديمونتي إتنيو